# Lacub (Abra)
Lacub is een gemeente in de Filipijnse provincie Abra op het eiland Luzon. Bij de laatste census in 2007 had de gemeente ruim 3 duizend inwoners.

## Geografie

### Bestuurlijke indeling
Lacub is onderverdeeld in de volgende 6 barangays:
- Bacag
- Buneg
- Guinguinabang
- Lan-ag
- Pacoc
- Poblacion

## Demografie
Lacub had bij de census van 2007 een inwoneraantal van 3.050 mensen. Dit zijn 268 mensen (9,6%) meer dan bij de vorige census van 2000. De gemiddelde jaarlijkse groei komt daarmee uit op 1,28%, hetgeen lager is dan het landelijk jaarlijks gemiddelde over deze periode (2,04%). Vergeleken met de census van 1995 is het aantal mensen met 848 (38,5%) toegenomen.

De bevolkingsdichtheid van Lacub was ten tijde van de laatste census, met 3.050 inwoners op 235,3 km², 13 mensen per km².